# Hatiora graeseri
Hatiora graeseri là một loài thực vật có hoa trong họ Cactaceae. Loài này được (Werderm.) Barthlott mô tả khoa học đầu tiên năm 1987.